# Feel (azienda)
Feel (フィール?, Fiiru, stilizzato come feel.) è un'azienda giapponese, fondata da ex membri dello studio Pierrot, specializzata nella produzione di anime.

## Anime prodotti
- Bikini Warriors
- Bokutachi No Remake
- D.C.S.S. ~Da Capo Second Season~
- D.C.II ~Da Capo II~
- D.C.II S.S. ~ Da Capo II Second Season
- Dakara boku wa, H ga Dekinai
- Dagashi kashi
- Fortune Arterial
- Futakoi Alternative
- Ginban Kaleidoscope
- Growlanser IV
- Honey and Clover
- Honey and Clover II
- Immoral Sisters 2
- Jinki:Extend
- Karin
- Kanamemo
- Ketsuekigata-kun!
- Kiss x Sis
- Kono bijutsu-bu ni wa mondai ga aru!
- Makura no danshi
- Mushishi
- Nagasarete Airantō
- Oshiete! Galko-chan
- Otome wa Boku ni Koishiteru
- Ochikobore Furūtsu Taruto
- School Rumble Nigakki
- Shikabane Hime: Aka
- Spy Kyōshitsu
- Strait Jacket
- Strawberry Marshmallow
- Summer Pockets
- Suzakinishi the Animation
- Tsuki ga kirei
- Ushinawareta Mirai o Motomete
- Yahari ore no seishun love kome wa machigatteiru.Zoku
- Yosuga no sora